# Pias (Monção)
Pour les articles homonymes, voir Pias.
Pias est une paroisse civile portugaise (en portugais : freguesia) de la municipalité de Monção dans le district de Viana do Castelo.

## Géographie
Pias est notamment arrosée par le Rio Gadanha, un affluent du Minho.

## Démographie
Lors du recensement de 2021, Pias compte 763 habitants.